# Milan Vobruba
Milan Vobruba (25. září 1934 Třemošnice – 1. srpna 2016 Gusum) byl sklářský výtvarník, sochař a malíř, žijící po okupaci Československa od roku 1968 ve Švédsku a v Německu.

## Život
Milan Vobruba nepocházel ze sklářské rodiny. Kvůli politickému pronásledování svých rodičů nemohl dokončit gymnázium a z nabídnutých dělnických profesí si vybral učební obor malíř skla. Po několika letech zaměstnání ve sklářství dostal šanci studovat v letech 1953–1956 na Uměleckoprůmyslové škole sklářské v Železném Brodě, kde v té době působil Stanislav Libenský. Odtud přešel na Vyšší pedagogickou školu na obor výtvarná výchova u prof. Cyrila Boudy a Karla Lidického. Roku 1957 přestoupil na Vysokou školu uměleckoprůmyslovou v Praze do ateliéru prof. Karla Štipla a doc. Václava Plátka.
Školu absolvoval roku 1962 a nastoupil jako návrhář skla a technolog do sklářské huti v Lenoře na Šumavě. Roku 1967 se stal umělcem ve svobodném povolání a po okupaci Československa vojsky Varšavské smlouvy emigroval s manželkou a dvěma dětmi do Švédska. Než se jako umělec prosadil, pracoval jako designér v Reijmyre Glasbruk a spolupracoval s dalšími sklárnami ve Švédsku a Německu. Roku 1978 se mu podařilo získat grant Švédské státní rady a mohl si založit vlastní sklářskou dílnu v Gusumu. Od roku 1987 měl další sklářské studio v německém Münsteru. Stal se ředitelem a koordinátorem mezinárodní přehlídky Glasplastic und Garten v Münsteru.
Po roce 1989 se vracel do Čech. Milan Vobruba zemřel 1. srpna 2016 po krátké těžké nemoci ve švédském Gusumu ve věku 81 let.

### Ocenění
- 1977 Culture prize, Valdemarsviks
- 1981 Honorary prize, Umělec roku
- 1982 První cena a grant, Umělec roku

## Dílo
Jako sklářský návrhář se v Lenoře věnoval hyalitovému sklu. Ve švédském exilu ve sklárně Reijmyre Glasbruk vyvinul roku 1969 unikátní moderní hutní zušlechťovací techniku rozvíjející estetický odkaz antického skla nazvanou "aleppo". Konečné podoby tato metoda, napodobující vzhled starého skla, dosáhla až po dalších třiceti letech experimentů a Vobruba si její výrobní postup chránil. Podstatou procesu, kterým se vytvářejí chrakteristické bublinky, je řízená chemická eroze povrchu skla, ve skutečnosti "odskelnění" (nemoc) skla.
Milan Vobruba tvořil vlastní autorská díla od roku 1959. Postupně ovládl veškeré techniky horkého i studeného zpracování skla a ve Švédsku se z nutnosti uživit rodinu naučil i sám foukat sklo. Jeho tvorba zahrnuje vše od drobných dekorativních a hravých sošek, připomínajících keramiku Pravoslava Rady nebo Jana Kutálka, až po monumentální realizace ze skla a kovu v architektuře. Jeho skleněná plastika Vintersaga (Zimní legenda) pro elektrárnu v Münsteru je vysoká 5 metrů a skleněná zeď pro Sparbank ve Schneverdigenu je dlouhá 18 metrů.
Milan Vobruba se živelným a spontánním projevem podobá spíše „kosmopolitním“ autorům jako jsou Edward Leibowitz nebo Adriana Popescu, než formálně disciplinovaným autorům českého skla. Jeho plastiky staví na dekorativní a ilustrativní hravosti a často velmi doslovné narativnosti. Svými symboly s hluboce zakořeněnými významy provokují myšlení a představivost. Bohatý vnitřní obsah umocňují i názvy děl.

### Autorské výstavy (výběr)
- 1968 Nová síň, Praha
- 1976 Heimatmuseum, Bensberg, Německo, Handwerkskammer, Kolín nad Rýnem
- 1977 Galleri L, Hamburg, Handwerksform, Hannover
- 1979 Galerie Ra, Zürich
- 1980 Linköping, Oslo, Lillehammer
- 1983 Exhibition Hall, Lund, Elverun, Linköping
- 1984 Berlin
- 1985 Erkelenz, Hannover
- 1986 Muzeum skla Riihimäki, Finsko
- 1987 Kolín nad rýnem
- 1988 Eriksberg, Finspäng, Östersund, Švédsko
- 1989 Orsa, Stockholm
- 1990 Kolín nad Rýnem, Konstanz, Väksjö, Södertälje
- 1991 Ambasáda ČR, Stockholm
- 1993 Amsterdam, Hannover, Västervik, Orsa, Fagersta
- 1994 Ronneby, Norköpping
- 1995 Seesen, Hannover, Stockholm, Linköpping, Malmö
- 1996 Stockholm, Katrineholm, Münster
- 1997 Uelzen, Kolín nad Rýnem, Glassmuseum Immenhausen, Valdstena, Muzeum skla Riihimäki, Finsko
- 1998 Stockholm, Linz, Krefeld
- 1999 Stockholm
- 2000 Münster
- 2001 Norköpping, Stockholm, Kolín nad rýnem
- 2002 Ambasáda ČR, Stockholm, Tábor, Tranas, Malmö
- 2003/2005 Znojmo, Ostrava-Poruba, Hranice, Vsetín, Karviná, Pardubice, Praha
- 2005 Motala
- 2006 Stockholm
- 2011/2012 Milan Vobruba: Dvě země – dva domovy – dvě inspirace. Sklo, plastiky, obrazy, Muzeum skla a bižuterie v Jablonci nad Nisou